# Exetastes bituminosus
Exetastes bituminosus är en stekelart som beskrevs av Joseph Augustine Cushman 1937. Exetastes bituminosus ingår i släktet Exetastes och familjen brokparasitsteklar. Utöver nominatformen finns också underarten E. b. foxleei.